# Ривертон (Айова)
Ривертон (англ. Riverton) — місто (англ. city) в США, в окрузі Фремонт штату Айова. Населення — 245 осіб (2020).

## Географія
Ривертон розташований за координатами 40°41′13″ пн. ш. 95°34′7″ зх. д. / 40.68694° пн. ш. 95.56861° зх. д. (40.686818, -95.568613).  За даними Бюро перепису населення США в 2010 році місто мало площу 1,54 км², уся площа — суходіл.

## Демографія
Згідно з переписом 2010 року, у місті мешкали 304 особи в 120 домогосподарствах у складі 83 родин. Густота населення становила 198 осіб/км².  Було 131 помешкання (85/км²).
Расовий склад населення:
| - 95,7 % — білих - 0,7 % — чорних або афроамериканців - 0,7 % — азіатів - 1,6 % — осіб інших рас |

До двох чи більше рас належало 1,3 %. Частка іспаномовних становила 3,6 % від усіх жителів.
За віковим діапазоном населення розподілялося таким чином: 26,6 % — особи молодші 18 років, 56,6 % — особи у віці 18—64 років, 16,8 % — особи у віці 65 років та старші. Медіана віку мешканця становила 40,2 року. На 100 осіб жіночої статі у місті припадало 106,8 чоловіків;  на 100 жінок у віці від 18 років та старших — 104,6 чоловіків також старших 18 років.
Середній дохід на одне домашнє господарство  становив 57 271 долар США (медіана — 52 583), а середній дохід на одну сім'ю — 64 786 доларів (медіана — 54 327). Медіана доходів становила 42 279 доларів для чоловіків та 30 556 доларів для жінок. За межею бідності перебувало 13,9 % осіб, у тому числі 20,0 % дітей у віці до 18 років та 29,2 % осіб у віці 65 років та старших.
Цивільне працевлаштоване населення становило 150 осіб. Основні галузі зайнятості: виробництво — 20,7 %, освіта, охорона здоров'я та соціальна допомога — 20,0 %, роздрібна торгівля — 13,3 %, публічна адміністрація — 10,7 %.